# 翁子婷
翁子婷（英語：Judy Weng，1978年7月1日—），台湾女子网球运动员，曾获得1998年亚洲运动会网球比赛女子团体金牌。她曾与Jasmine Galleria公司总经理应瑾有超友誼情誼，雙方有金钱纠纷，已和解。